# Platysmacheilus
Platysmacheilus es un género de peces de la familia Cyprinidae y de la orden Cypriniformes. Es endémico de China.

## Especies
- Platysmacheilus exiguus (S. Y. Lin, 1932)
- Platysmacheilus longibarbatus Y. L. Lu, P. Q. Luo & Yi-Yu Chen, 1977
- Platysmacheilus nudiventris P. Q. Luo, Le & Yi-Yu Chen, 1977
- Platysmacheilus zhenjiangensis Y. Ni, X. H. Chen & G. Zhou, 2005

- Datos: Q1237213